# Eumerus varipennis
Eumerus varipennis är en tvåvingeart som först beskrevs av Charles Howard Curran 1938.  Eumerus varipennis ingår i släktet månblomflugor, och familjen blomflugor. Inga underarter finns listade i Catalogue of Life.